# One by One
Az One by One a második kislemez Cher It's a Man's World című albumáról. A kislemezt 1996. január 5-én adta ki a Reprise és a WEA Records. A dalt több európai tévéshowban és az amerikai Late Nightban adta elő. A sláger elhangzott a Love Medleyben Cher búcsúturnéja során.